# Ensio Siilasvuo
Pehr Hjalmar Ensio Siilasvuo (né Pehr Hjalmar Strömberg le 1er janvier 1922 à Helsinki - mort le 10 janvier 2003 à Espoo) est un général finlandais. Son père est le célèbre général Hjalmar Siilasvuo de la Guerre d'Hiver.

## Biographie
Ensio Siilasvuo s'enrôle dans l'armée finlandaise en 1940 et sert à l'état-major d'un régiment d'infanterie en 1945. Il est promu capitaine à l'âge de 22 ans et est blessé à deux reprises. 
Après la guerre, il sert dans plusieurs missions des Nations unies. Il est le commandant du contingent finlandais sur l'île de Chypre en 1965. Il sert sur de nombreux lieux de conflit au Moyen-Orient après la guerre des Six Jours comme la Force d'urgence des Nations unies (FUNU II).
Il quitte le service en 1980.
Il est promu au rang de général le 6 octobre 1998.